# 键盘技术

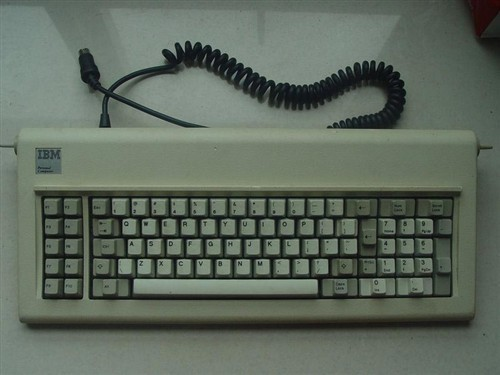
IBM制造的第一款家用机械键盘

电脑键盘可以按照其按键开关所使用的技术分类。大部分电脑键盘有80到110粒按键开关，其分段感／段落感、键程（输入字元所需的按键距离）因技术而异。

## 种类

### 薄膜键盘（英語：Membrane Keyboard）

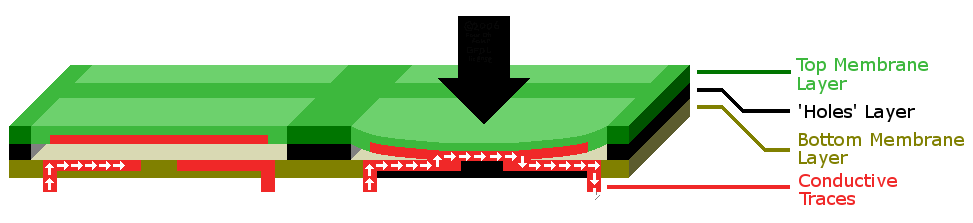
薄膜键盘横截面。此圖夸大了下三层厚度

薄膜键盘常由三层组成。顶层薄膜由框架支撑，底部涂有导电材料；底层有断开的导电材料，按下顶层薄膜使两层接触时，电路接通。
最基本的平板薄膜键盘常见于微波炉、复印机等需防水防尘的电器。此类键盘没有分段感，多以按键音或按键灯提示代替。Sinclair ZX80、ZX81、Atari 400等早期个人电脑也採用这类键盘。
后来的薄膜键盘通过修改顶层薄膜的结构和机制，提高了键程和分段感。这些键盘使用一个带柄的吸盘按下顶层薄膜。

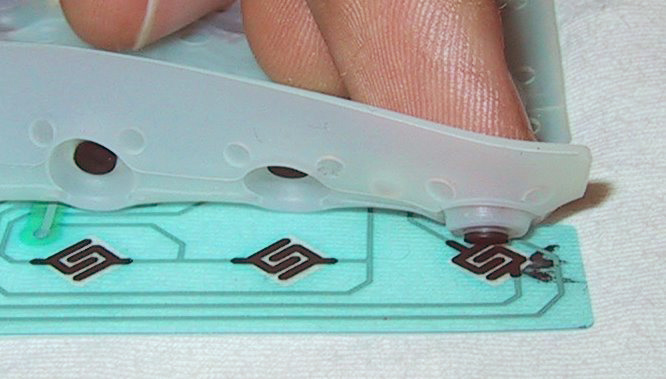
拱形开关式键盘，用手指按下圆拱即接通电路

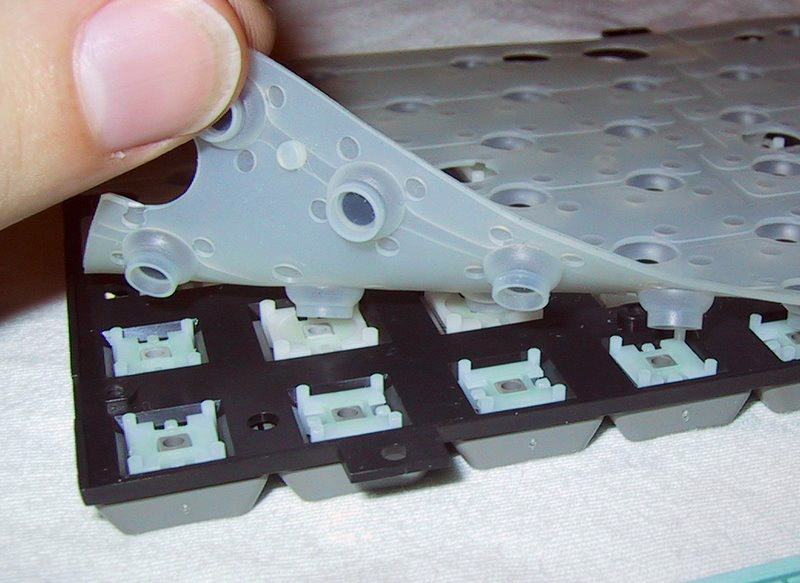

拱形開關
火山口式導套
改良式導套
剪刀腳开关（英語：Scissor Switch）

剪刀式键盘结构

剪刀腳开关是在拱形開關的基础上增加了剪刀形机械支撑的键盘。
屈蹲弹簧轴（英語：Buckling-spring Switch）
由IBM公司所設計與生產機械鍵盤，共有兩代。初代為Model F，於1981年推出，使用屈蹲彈簧軸並電容偵測。第二代，亦是較為出名的一代，於1985年所推出之IBM Model M Enhanced Keyboard鍵盤，此鍵盤的配位型式奠定日後所有鍵盤的基礎。據說，Model F的設計初衷就是為克服橫樑彈簧軸（英語：Beam Spring）的兩大問題：其一是軸體繁複、造價過高，其二是橫樑彈簧軸（英語：Beam Spring）軸的高度過高，不符合當時逐漸抬頭的人體工學原則。

### 静电容键盘
Topre軸（英語：Topre Switch）
以電容變化偵測按鍵是否按下。

### 机械开关键盘
机械键盘（英語：Mechanical Keyboard）按键都由独立微动开关（Switch，通称「轴」）组成，部分設計焊在電路板，部分為熱插拔（hotswap、hot swap），方便無需焊接換軸；而軸（按鍵）依觸感可大致分為分段軸（或稱段落軸；tactile；按到某個位會突然感到阻力增大，之後才回復之前的小阻力直到按盡）和線性軸（linear；直上直下、無分段），取決於軸體設計。

#### 历史沿革
鍵盤略分為三種型式：機械鍵盤、薄膜鍵盤、電容鍵盤；机械键盘在薄膜键盘之前发明，是世界上最早使用的鍵盤型式，隨著PC的發明，機械鍵盤也隨之引進做為PC的標準輸入裝置，其盛行期約在1980至1995年，隨著橡膠帽薄膜键盘低製造成本與盛行，造价相对高昂的机械键盘逐渐由薄膜键盘取代。

#### 種類
在機械鍵盤盛行期，依軸心可略分：IBM、ALPS、Cherry MX、MLK、Mitsumi或其他軸等。
橫樑彈簧軸（英語：Beam-spring Switch）
由IBM公司設計及生產之鍵盤採用，專利於1971年申請，並於同年開始生產，至1981年左右停產。因造價高昂，採用此科技的鍵盤多應用於大型電腦之終端機或其他高階電腦，軸體下方使用電容偵測。
ALPS軸
日本ALPS公司所推出的機械鍵盤軸心，在機械鍵盤盛行期市占率最高，其中以BIG FOOT系列（又稱ALPS原生軸）最為廣泛使用，其外觀特色在與鍵帽接口為口字型，1985年台灣福華電子公司與ALPS ELECTRIC公司技術合作生產鍵盤及鍵盤用開關，後推出ALPS衍生軸，如ALPS簡易軸。由於當時機械鍵盤市場已大多由廉價的薄膜鍵盤取代，後期ALPS ELECTRIC公司退出鍵盤市場並結束與台灣福華電子公司，最終Alps SKBL/SKBM系列簡易軸由台灣福華電子公司生產至2012年停產。
Cherry（MX系列）軸
創立於1953年美國伊利諾州Cherry公司，在1984年取得專利所推出Cherry MX系列軸，其外觀特色在與鍵帽接口為十字型，雖有不錯的製造品質，但因成本較高，在機械鍵盤盛行期（1980－1995）Cherry銷售量遠低於ALPS，市場僅見應用於高階伺服器或PC。由於未曾退出鍵盤市場，同時自電競文化興起帶動玩家對機械鍵盤的需求，許多廠商推出新機械鍵盤並採用Cherry MX系列軸作按鍵。

##### 類Cherry MX系列軸（非Cherry公司生產）
另一方面，Cherry MX系列軸專利是在1980年代註冊，2003年過期，其他公司可合法使用其設計以生產類似甚至相同設計的軸體，如中国东莞凯华电子公司、中国惠州佳达隆电子公司、中国东莞高特电子公司等。
其他
台灣白軸於1988年推出並取得專利，結合Cherry外觀與ALPS按壓力值的機械軸心，與鍵帽接口為十字型。

#### 机械键盘的軸體
目前市面上销售的机械键盘绝大多数使用Cherry公司的MX轴，專利保護結束後，開始有越來越多不同的軸體出現在市面上（如：凱華）。MX系列轴体常见的有茶轴、青轴、黑轴以及红轴四种，并有白轴、灰轴、绿轴等少見或停产轴体。
| 轴体类型               | 鍵程       | 觸發行程    | 初始压力  | 触发压力 | 分段压力 | 分段行程 | 触底压力   | 触发声音   |
| ---------------------- | ---------- | ----------- | --------- | -------- | -------- | -------- | ---------- | ---------- |
| 青轴（MX Blue）        | 4-0.5毫米  | 2.2±0.6毫米 | 最小25 cN | 50±15 cN | 60±15 cN | 1.75毫米 | 最大60 cN  | 有         |
| 绿轴（MX Green）       | 4-0.5毫米  | 2.2±0.6毫米 | 最小25 cN | 70±15 cN | 80±15 cN | 1.75毫米 | 最大90 cN  | 有         |
| 奶轴（MX White）       | 4-0.5毫米  | 2.2±0.6毫米 | 最小30 cN | 70±20 cN | 80±20 cN | 2毫米    | 最大90 cN  | 有，但甚小 |
| 茶轴（MX Brown）       | 4-0.4毫米  | 2±0.6毫米   | 最小30 cN | 45±15 cN | 55±15 cN | 1.25毫米 | 最大60 cN  | 有，但甚小 |
| 白轴（MX Clear）       | 4-0.5毫米  | 2±0.6毫米   | 40±15 cN  | 55±20 cN | 65±20 cN | 1.25毫米 | 最大100 cN | 无         |
| 红轴（MX Red）         | 4-0.4毫米  | 2±0.6毫米   | 最小30 cN | 45±15 cN | 无       | 无       | 最大60 cN  | 无         |
| 黑轴（MX Black）       | 4-0.4毫米  | 2±0.6毫米   | 最小30 cN | 60±20 cN | 无       | 无       | 最大90 cN  | 无         |
| 灰轴（MX Linear Grey） | 4-0.4毫米  | 2±0.6毫米   | 最小30 cN | 80±25 cN | 无       | 无       | 最大120 cN | 无         |
| 橘轴（MX Orange）      | 4-0.05毫米 | 1.9±0.4毫米 | 最小20 cN | 45±cN    |          |          | 最大55 cN  |            |
| 黃軸（MX Yellow）      | 3.5毫米    | 1.2±0.3毫米 | 最小20 cN | 45±cN    |          |          | 最大70 cN  |            |
| 銀軸（MX Silver）      | 3.4毫米    | 1.2±0.4毫米 | 最小30 cN | 45±15 cN |          |          | 最大60 cN  |            |
| 紫軸（MX Purple）      | 4-0.0      | 1.5±？毫米  | 最小20 cN | 45±cN    |          |          | 最大60 cN  |            |

表格说明：
- cN（centinewton）：百分之一牛頓、厘牛顿，也叫厘牛；1N=100cN。克力（gramforce、gf）是相似單位，但其值稍微不同：1gf爲0.980665cN；1cN爲1.019716213gf。[8]
- 触发：开关闭合，计算机接收到键盘电子信号。
- 总行程：开关的轴芯（十字柱）完成整組运动过程的位移长度。
- 触发行程：轴芯部分完成触发的位移长度。
- 初始压力：外物下按开关在轴芯即将发生位移时受到的压力。
- 触发压力：外物下按开关到触发时受到的压力。
- 分段压力：外物下按开关到分段点时受到的压力。
- 触底压力：外物下按开关到底部时受到的压力。
- 触发声音：外物下按开关到触发时的声音。

註：白軸（MX Clear）和奶軸（MX White）的中英文名相當易混，MX Clear軸體白色，Clear亦有潔淨之意，且先進入華人市場，MX Clear就譯為白軸，後到的MX White則譯為奶軸。

### 霍尔效应键盘
霍尔效应键盘用霍尔元件来触发感应磁场，其轴体内部与传统机械轴体类似，但无金属拨片互相摩擦接触来触发，使用寿命较長，噪音较小，但因为没有金属拨片，所以也没有敲击时的段落感，其原理是用霍尔效应来检测轴体内部的磁场变化来触发，最大特点是搭配驱动软件后可编程的触发行程，但制造成本较高，较传统机械键盘贵。

### 光学键盘
傳統機械鍵盤以金屬接點觸發，而光軸則以光線觸發，藉此避免傳統機械軸在按壓彈簧時的反彈跳延遲。按鍵時，光束通過軸心，按鍵觸發時同步傳送訊號給電腦。

## 現況
近年來電玩競技盛行，機械鍵盤的獨特手感使機械鍵盤的關注度正慢慢回升，目前市面上常见的机械键盘，大部份使用Cherry公司的MX机械轴（十字口），但也有少见的ALPS轴（方口）机械键盘，主要集中在少部分台湾产机械键盘上，另也有自行設計之機械軸，如羅技推出了使用歐姆龍代工的Romer-G機械軸的鍵盤。
隨著Cherry MX軸專利過期，市場開始出現凱華軸、冠泰軸、高特軸、佳達隆軸等以Cherry MX機械軸作設計對象之類似產品，如中国的雷柏公司（RAPOO）推出过使用借鉴Cherry MX轴的TCC軸机械键盘产品。
由於原廠日本ALPS原生軸與簡易軸停產多年，iRocks為複刻ALPS手感，重新設計軸體（十字口）並取得消音專利，2016年Computex推出ALPS手感自有軸。

### 键盘制造公司
- Cherry公司